# ダコタ・アクセス・パイプライン
ダコタ・アクセス・パイプライン(英語: Dakota Access Pipeline, DAPL)とは、総工費38億ドル、1886 kmにわたるアメリカ合衆国における地下石油パイプラインのプロジェクトである。このパイプラインは、テキサス州ダラスの子会社、Energy Transfer Partners、LPの子会社であるダコタ・アクセスLLCによって計画されている。北北西ダコタのバクケン油田から始まり、多かれ少なかれ南東のサウスダコタとアイオワ州を通り、イリノイ州パトカ近郊の油田工場で終わる。 パイプラインは2017年1月1日の供給予定である。
このパイプラインは、その必要性、および環境への潜在的な悪影響について論議を呼んでいる。多くのアイオワ州とダコタのネイティブアメリカン（Meskwaki 、いくつかのスー族の集落を含む）は、パイプラインに反対してきた。

## 目的
広報担当者は、ダコタ・アクセス・パイプラインは国民の安全を全体的に改善するために必要であると主張し、米国のエネルギーの独立性を達成するのを助け、製油所への輸送方法として鉄道よりも信頼性が高いと主張している。賛成派の支持者たちは、また、パイプラインによって農民が中西部の穀物を鉄道をつかってより多く輸送できるようなるとも述べている。2014年1月、鉄道脱線事故後、米国交通省のPHMSAはバクケンから採掘される原油は他のグレードよりも可燃性が高いと安全警告を発している。

### ノースダコタ

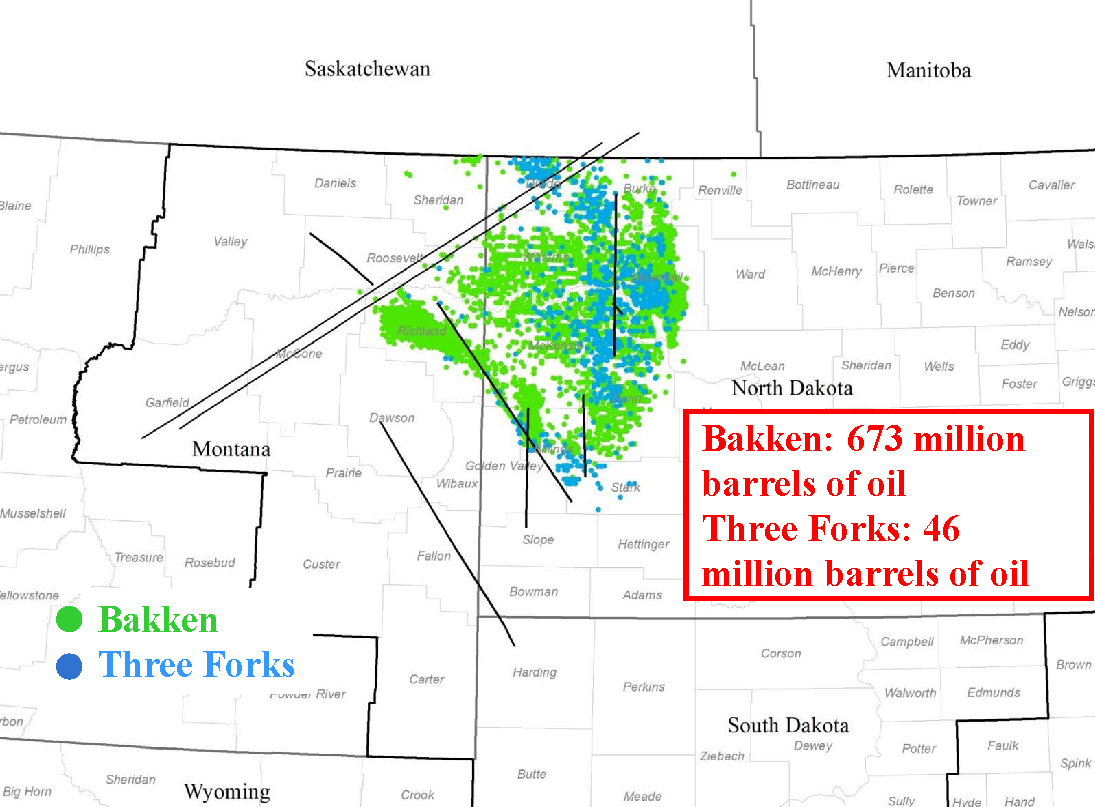
ダコタにおけるバクケン油田の地図

## 抗議行動

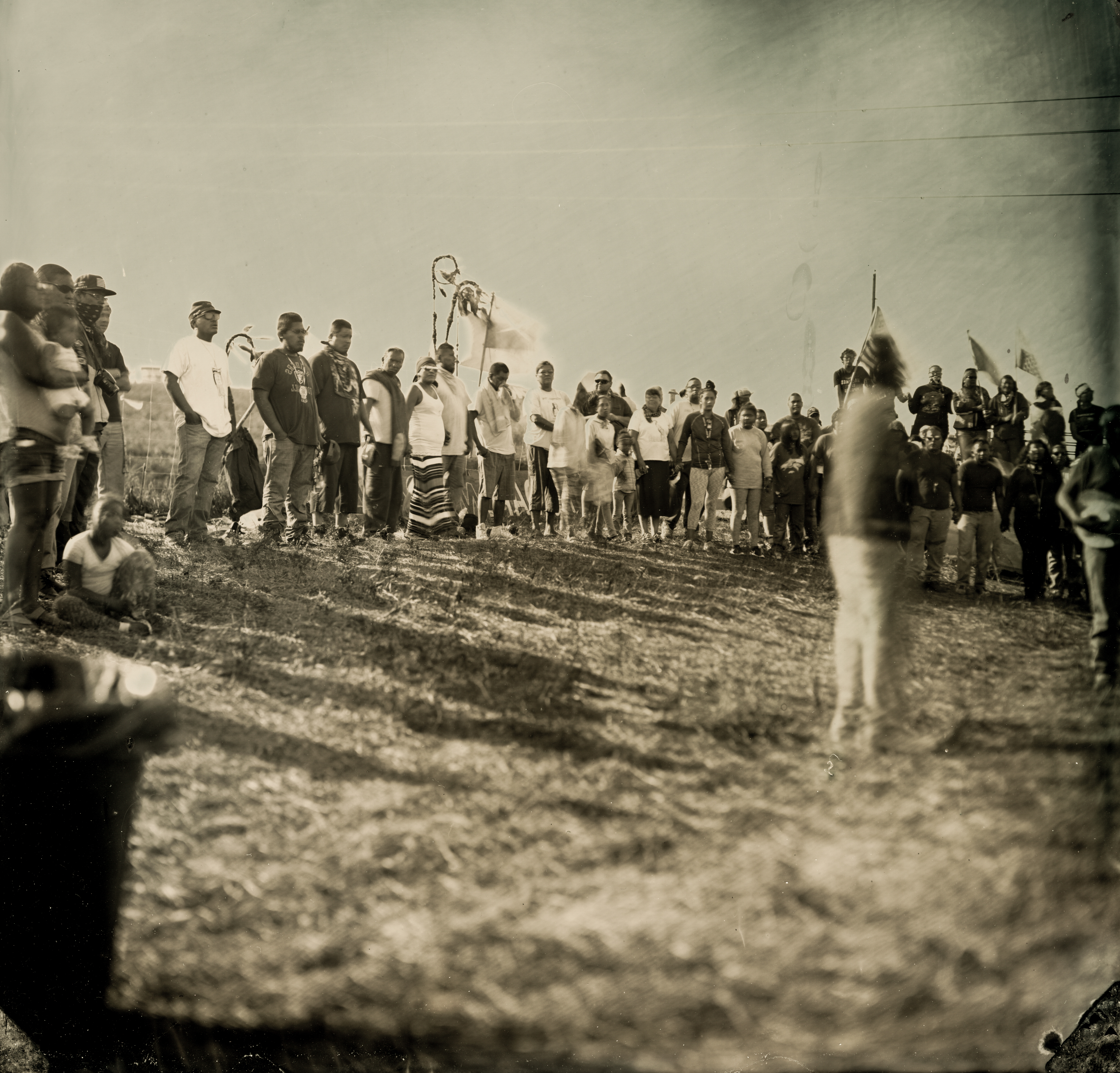
パイプラインを封鎖する原住民部族の高齢者ら

スー族多くはパイプラインによって部族の環境や経済的福祉を脅かされ、歴史的、宗教的な、文化的意義のある遺跡を損傷し破壊されると主張している。

## 参照
- 北米における天然ガスパイプラインの一覧
- 北米における石油パイプラインの一覧
- 北米における製油所の一覧
- パイプライン輸送